# 瑪麗擬長頜魚
瑪麗擬長頜魚，為輻鰭魚綱骨舌魚目象鼻魚科拟长颌鱼属的其中一種。主要分布於非洲剛果河中游流域，體長可達17公分。